# Adonisea amblys
Adonisea amblys är en fjärilsart som beskrevs av Dyar 1913. Adonisea amblys ingår i släktet Adonisea och familjen nattflyn. Inga underarter finns listade i Catalogue of Life.